# Wspólnota administracyjna Pforzen
Wspólnota administracyjna Pforzen – wspólnota administracyjna (niem. Verwaltungsgemeinschaft) w Niemczech, w kraju związkowym Bawaria, w rejencji Szwabia, w regionie Allgäu, w powiecie Ostallgäu. Siedziba wspólnoty znajduje się w miejscowości Pforzen. Wspólnota powstała 1 maja 1978.
Wspólnota administracyjna zrzesza jedną gminę targową (Markt) oraz dwie gminy wiejskie (Gemeinde): 
- Irsee, gmina targowa, 1 420 mieszkańców, 17,47 km²
- Pforzen, 2 160 mieszkańców, 23,69 km²
- Rieden, 1 321 mieszkańców, 8,41 km²